# Kirkiaceae
Kirkiaceae es una familia de plantas fanerógamas perteneciente al orden Sapindales.
La familia tiene ocho especies de árboles y arbustos clasificadas en dos géneros. Son nativas de las zonas tropicales de África y Madagascar.

## Géneros
- Kirkia
- Pleiokirkia